# Minō
Minō (jap. 箕面市 Minō-shi) – miasto położone w zachodniej części wyspy Honsiu, w regionie Kinki, w prefekturze Osaka w Japonii.

## Położenie
Miasto leży w północnej części prefektury. Graniczy z:
- Toyonaką
- Ikedą
- Kawanishi
- Ibaraki
- Suita

## Historia
Ibaraki zostało założone 1 grudnia 1956 roku.

## Miasta partnerskie
- Meksyk: Cuernavaca
- Nowa Zelandia: Lower Hutt